# Heinrich Lenz
Heinrich Friedrich Emil Lenz (în rusă Эмилий Христианович Ленц, n. 12/24 februarie 1804, Derpt, Gubernia Livonia, Imperiul Rus – d. 29 ianuarie/10 februarie 1865, Roma, Statele Papale) a fost un fizician rus de etnie germano-baltică.
Este cunoscut pentru regula lui Lenz din electrodinamică, pe care a formulat-o în 1833.
În cinstea sa, inductanța se notează cu litera L.
S-a născut în regiunea Guvernoratului Livoniei, aflat pe atunci sub stăpânire țaristă.
În 1820, după încheierea studiilor secundare, a început să studieze chimia și fizica la Universitatea din Dorpat.
În perioada 1823 - 1826, participă la exepediția lui Otto von Kotzebue în jurul lumii, prilej cu care studiază proprietățile fizice și climatice ale apei mării.
Rezultatele le-a publicat în 1831 în cadrul Memoriilor Academiei Ruse de Științe.
Intră ca profesor la Universitatea de Stat din Sankt Petersburg, unde, în perioada 1840 - 1863, este decan al Catedrelor de Matematică și Fizică, iar în perioada imediat următoare și pentru tot restul vieții, va fi rectorul prestigioasei universități.